# 中田大輔
中田 大輔（なかた だいすけ、1974年3月2日 - ）は日本のプロトランポリン競技選手。J-POWER所属。石川県美川町（現・白山市）出身。日本体育大学荏原高等学校、日本体育大学卒業。

## 来歴
3歳の頃に指導者だった父の影響でトランポリンを始め、地元の中学校を卒業後に単身上京。一人暮らしをしながら東京都大田区の私立日体荏原高等学校に通う。高校時代は全国高等学校総合体育大会（インターハイ）に出場し、高校1・3年次に個人の部で優勝。3年次に参加した第28回全日本トランポリン競技選手権大会（1991年）ではAクラス個人の部で準優勝の結果を残す。
1992年、日本体育大学に進学し全日本学生トランポリン競技選手権大会、全日本トランポリン競技選手権大会で優勝を重ね、世界トランポリン競技選手権やワールドゲームズなどの国際大会にも日本代表として出場した。
卒業後は世田谷区役所で社会教育指導員として勤務しながら現役を続行。遠征費用捻出のため、勤務終了後に練習を行い、午後8時からはガソリンスタンドでの徹夜勤務という生活を送る。
1997年9月にトランポリン競技がシドニーオリンピック（2000年）から正式種目になることが決定すると、翌1998年1月には金沢学院北國クラブに移籍。同時に金沢学院大学で職員として勤務することになる。
1998年のトランポリン・ワールドカップ第2戦で4位に入る活躍を見せて世界の注目を集め、その年の世界ランキングは7位まで上昇した。1999年に南アフリカ共和国で行われた世界トランポリン競技選手権（兼オリンピック予選）で出場権を獲得し、念願のオリンピック出場が決定。同年11月の行われたワールドカップ第3戦で4位の結果を残した。
2000年2月のシドニーオリンピックテストイベント（プレ五輪）で4位、3月の第12回国際グレンズランドカップ（ドイツ）で優勝と確実にステップアップ。しかしシドニーオリンピック本戦では、現地での事前練習で約6メートルの高さから落下し、本番に強行出場も予選最下位（12位）に終わったが、1ヵ月後の全日本トランポリン選手権（東京都足立区）には満身創痍の出場でありながら、史上初の6連覇を達成した。
その後、2000年の世界ランキングを決める「ワールドカップファイナル」に出場。この当時は無職で、所属クラブもなく練習不足の状態であったが、前年度を上回る第6位の結果を残した。
2001年3月、トランポリンチーム「Style Sports club」を設立。当初のチームメンバーは中田を含めて3人のみであったが、2001年夏のワールドゲームズでは、シンクロナイズド競技で3位入賞。同年10月の第38回全日本トランポリン競技選手権の個人競技では、自らの連勝記録を更新する7年連続優勝で日本新記録を達成。川西隆由樹と参加したシンクロナイズドでも優勝すると、その翌週にポルトガルで開催された2001年ワールドカップシリーズ第2戦では、シンクロナイズド競技でも同じコンビで念願の世界チャンピオンに輝き、プロ選手として順調なスタートを切ることに成功した。
また同時期に公開された映画「RED SHADOW 赤影」に出演し俳優デビュー。2001年から2002年にはユニクロのCMに出演し、2003年にはTBS『体育王国』の関連企画「マッスルミュージカル」のメンバーになるなど、芸能界でも活躍し始めた。
2004年5月、川崎市内でオートバイに乗って帰宅途中に、後方からワゴン車に接触され、中心性頸髄損傷で全治3か月の重傷を負うひき逃げ事故に遭い、握力低下などの後遺症を負ったが、リハビリの末に舞台に復活した。
同年9月、川崎市ホームタウンスポーツ推進パートナーが創設されると、その一員に認定された。
2007年11月、2000年頃から1日に100件以上のメール送信や付き纏いなどの行為を繰り返していた熱狂的な女性ファン（当時41歳）が再三にわたる警告を無視したストーカー規制法違反の疑いで逮捕され、ワイドショーなどで報道され広く話題にのぼった。
2022年3月31日、自身のブログにて、トランポリン男子強化本部長を退任したことを発表した。
同年11月23日、自身がプロデュースするスポーツクラブ「エアリアルドリームスポーツクラブ」を開設したことを発表した。

## 人物
身長165cm 体重61kg。
TBS『ジョブチューン アノ職業のヒミツぶっちゃけます!』に出演した際に計測した背筋力は174kg。
川崎市高津区内の体育館を練習場に活躍。2004年9月には川崎市ホームタウンスポーツ推進パートナーに認定され、講演会・トランポリン教室などの実施や多摩川ハーフマラソン参加など、地域への活動に積極的に関わるようになったほか、ユニフォームに「ガンバレ川崎」と入れて市を世界にアピールしたり、Jリーグ・川崎フロンターレのファン感謝祭に参加して演技を披露したりするなど、地元への貢献も多い。
TBS『SASUKE』に出演中の長崎峻侑はトランポリンの教え子である。
また2001年頃からテレビや舞台などの活動も行い、アスリート以外にもタレントとして活動している。

## 主な成績
- 全国高等学校総合体育大会（インターハイ） 個人の部優勝（1989年、1991年）
- 全日本学生トランポリン競技選手権大会 個人の部優勝（1992年、1993年、1995年）
- 2000年 第12回国際グレンズランドカップ（ドイツ）優勝
- シドニーオリンピック（2000年）出場（12位）
- 全日本トランポリン競技選手権大会 個人の部優勝（1995年~2001年：7連覇）
- 2004年 ワールドカップシリーズ・ファイナル シンクロナイズドの部優勝（川西隆由樹とのコンビで）
- 世界トランポリン競技選手権 日本代表（8大会連続）
- ワールドゲームズ 日本代表（1993年：9位・1997年：10位・2001年：3位）
- スポーツマンNo.1決定戦 '03年 プロスポーツマン大会 総合3位 MONSTER BOX 20段(プロスポーツマン記録)
- SASUKE 過去4回3rdステージ進出

## スポーツマンNo.1決定戦
第8回プロスポーツマン大会（2002年1月1日放送）
唯一のトランポリン界からの参戦。BEACH FLAGS 2回戦進出、MONSTER BOX 18段、TAIL IMPOSSIBLE 4位もWORK OUT GUYSは唯一の2分台、POWER FORCEとTHE TUG OF WARで初戦敗退とパワー系種目で苦戦を強いられ総合10位。
第9回プロスポーツマン大会（2003年1月1日放送）
BEACH FLAGS 2回戦進出。MONSTER BOXでプロスポーツマン記録の20段を樹立で種目別No.1を獲得しBURN OUT GUYSでもNo.1と活躍と最終的に総合3位の上位入賞を果たした。
2004年と2005年の大会は総合7位。
プロスポーツマン大会
| 大会   | 放送日       | 総合順位 |
| ------ | ------------ | -------- |
| 第8回  | 2002年1月1日 | 10位     |
| 第9回  | 2003年1月1日 | 3位      |
| 第10回 | 2004年1月1日 | 7位      |
| 第11回 | 2005年1月1日 | 7位      |

## SASUKE

### 大会ごとの戦歴

#### 第8回～第10回大会
第8回に「シドニー五輪 トランポリン代表」の肩書を引っ提げて初出場。自身の挑戦前まで1stステージのクリア者がいなかったが、当時の難関エリア、ジャンプハングやそりたつ壁を踏破し、2.1秒残しで初のクリア者に名乗りを上げた。2ndステージではスパイダーウォークで今大会の雨天による滑りを気にするあまり、時間をロス。ウォールリフティングの1枚目でタイムアップ（ゼッケン46）。
第9回は1stステージを無難に攻略し、前回リタイアした2ndを警告音が鳴る前にクリア。全体2位のタイムであった。初進出の3rdステージでは、初挑戦のランブリングダイスやボディプロップを悪戦苦闘しながらも攻略。しかし体力や握力を消耗した影響によりランプグラスパーの3→4個目の移動でリタイア（ゼッケン71）。
第10回では40人目で登場し、挑戦前まで1stクリア者はおろかジャンプハングの成功者がいない状況下での挑戦で、ダースブリッジから休憩を挟まずにジャンプハングを攻略し、2.85秒残しで1人目のクリア者となった。2ndもクリアし、3rdでは、ランプグラスパー攻略のため半年間握力強化を行ったが前回と同様、全く同じ所でリタイア（ゼッケン940）。

#### 第11回～第13回大会
第11回は1st・2ndをクリアし、3rdでは因縁のランプグラスパーを相手に前回、前々回よりは進んだがクリアならず（ゼッケン95）。
第12回では、1stクリア率100%の肩書きを引っ提げるも、第2エリアのローリング丸太で阻まれ、初の1stリタイアを喫した（ゼッケン95）。
第13回は大会前に行われた「SASUKEトライアル」で1回目の挑戦でローリング丸太でリタイアを喫するも、2回目の挑戦で0.49秒残しでクリアし、総合15位で出場権を手にした。1stをクリアするも、2ndのウォールリフティングでタイムアップとなり、初出場以来の2ndリタイアとなった（ゼッケン71）。

#### 第16回～第17回大会
第16回は事故に遭って以来初の出場となった。1stでは後遺症による握力低下に苛まれ、ジャンプハングでネットにしがみついたと同時に動きが止まり、その後ロープクライムまで到達もタイムアップとなった（ゼッケン65）。
第17回は前回と打って変わって1stを順調にクリア。2ndでは鬼門のメタルスピンをクリアし、4年半ぶりに3rdへ進出。しかし3rdで握力の低下が襲い掛かり、スタートエリアのアームリングで、リングが下りの段差に掛かったと同時に動きが止まり、移動を試みるも力尽きリタイア（ゼッケン96）。

#### 第21回大会
2年ぶりに出場した今大会は、1stを4.03秒残しでクリア。2ndではダウンヒルジャンプで、着地した後に手首を押さえながらマットに蹲るシーンが見られ、サーモンラダーに到達も、握力低下でバーにぶら下がるのが精一杯な状態に。その後、マットに手首を叩きつけながら続行するも、1→2段目の移動を試みたと同時に落下（ゼッケン88）。

### 大会別成績
| 大会   | ゼッケン | STAGE | 脱落エリア           | 備考         |
| ------ | -------- | ----- | -------------------- | ------------ |
| 第8回  | 46       | 2nd   | ウォールリフティング | 1枚目        |
| 第9回  | 71       | 3rd   | ランプグラスパー     | 3→4個目      |
| 第10回 | 940      | 3rd   | ランプグラスパー     | 3→4個目      |
| 第11回 | 95       | 3rd   | ランプグラスパー     | 6→7個目      |
| 第12回 | 94       | 1st   | ローリング丸太       | 対岸付近     |
| 第13回 | 71       | 2nd   | ウォールリフティング | 1枚目        |
| 第16回 | 65       | 1st   | ロープクライム       | タイムアップ |
| 第17回 | 96       | 3rd   | アームリング         |              |
| 第21回 | 88       | 2nd   | サーモンラダー       | 1→2段目      |

### 通算成績
| 出場数 | 2nd進出 | 3rd進出 | FINAL進出 | 最優秀成績 |
| ------ | ------- | ------- | --------- | ---------- |
| 9回    | 7回     | 4回     | 0回       | 0回        |

- 2021年 第39回大会終了時点

### SASUKEトライアル（2004年）
| 種目             | STAGE | 制限時間 | 残り時間 | 順位 | クリア人数 |
| ---------------- | ----- | -------- | -------- | ---- | ---------- |
| SASUKEトライアル | 1st   | 80秒     | 0.49秒   | 15位 | 15人       |

### 最速タイム
| 大会   | STAGE | 制限時間 | 残りタイム | クリア人数 |
| ------ | ----- | -------- | ---------- | ---------- |
| 第10回 | 1st   | 60秒     | 2.85秒     | 5人        |

## 主な出演

### テレビ番組
- 筋肉番付（TBS）
- 体育王国（TBS）
- SASUKE（TBS）
- 最強の男は誰だ!壮絶筋肉バトル!!スポーツマンNo.1決定戦（TBS）
- ワールド☆レコーズ（日本テレビ）
- からだであそぼ（NHK教育）
- SMAP×SMAP（フジテレビ）
- 嵐にしやがれ（日本テレビ）
- 24時間テレビ（日本テレビ）
- オールスター感謝祭（TBS）
- 関口宏の東京フレンドパークII（2009年5月20日、TBS）
- ジョブチューン アノ職業のヒミツぶっちゃけます!（2014年7月26日、TBS）

### 舞台
- マッスルミュージカル

### 出演PV
- NIRGILIS「Brand New Day]2007.10.21